# Покровка (Кропивницький район)
Покро́вка — село в Україні, у Компаніївській селищній громаді Кропивницького району Кіровоградської області. Населення на сьогодні становить близько 5-ти осіб. До 2020 орган місцевого самоврядування — Софіївська сільська рада.

## Населення
Згідно з переписом УРСР 1989 року чисельність наявного населення села становила 126 осіб, з яких 55 чоловіків та 71 жінка.
За переписом населення України 2001 року в селі мешкало 88 осіб.
Станом на 2021 рік в селі фактично проживає близько 5 осіб, з яких майже всі є пенсіонерами.
Зі слів місцевих жителів, більшість людей виїхало до Кропивницького або в сусідні села (такі як Софіївка)

### Мова
Розподіл населення за рідною мовою за даними перепису 2001 року:
| Мова       | Відсоток |
| ---------- | -------- |
| українська | 94,32 %  |
| молдовська | 2,27 %   |
| російська  | 2,27 %   |
| білоруська | 1,14 %   |